# 1843 au théâtre
| Années du théâtre : 1840 - 1841 - 1842 - 1843 - 1844 - 1845 - 1846    |
| Décennies du théâtre : 1810 - 1820 - 1830 - 1840 - 1850 - 1860 - 1870 |

## Événements
- 4 juin : achèvement et inauguration du théâtre de Dole.

## Pièces de théâtre représentées
- 24 janvier : Les Mille et Une Nuits, féérie des Frères Cogniard, au théâtre de la Porte-Saint Martin
- 5 février : Les Joueurs, une comédie de Nicolas Gogol, Petit Théâtre à Moscou.
- 7 mars : Les Burgraves de Victor Hugo, à la Comédie-Française. Échec complet.
- 22 avril : Lucrèce, de François Ponsard au Théâtre de l’Odéon avec Marie Dorval. Vif succès.
- 6 mai : Brutus ou le dernier soldat du guet, de Varin et Couailhac au Théâtre du Vaudeville.
- 17 juillet — La Péri, ballet en deux actes et trois tableaux de Théophile Gautier, chorégraphie de Jean Coralli, musique de Friedrich Burgmüller, représenté à l'Opéra Le Peletier avec Carlotta Grisi (La Péri) et Lucien Petipa (Achmet).
- 18 juillet : Lénore ou Les Morts vont vite, drame des Frères Cogniard, au théâtre de la Porte-Saint Martin, traduction italienne Eleonora o i Morti corrono (1864)
- 26 septembre : Paméla Giraud, d'Honoré de Balzac, création, au Théâtre de l’Odéon, sans grand succès.
- 1 novembre — Le Despote, comédie en trois actes, en prose par Théophile Dumersan, pour la première fois sur le Second Théâtre français.
- 25 novembre — Giselle, bénéfice de danseuse Elena Andreianova au Théâtre Bolchoï, pour la première fois à Moscou (chor. Pierre Didier d'après Jean Coralli et Jules Perrot).
- 25 novembre : L'Ombre, ballet-pantomime des Frères Cogniard, au théâtre de la Porte-Saint Martin
- 9 décembre : Les Îles Marquises, revue des Frères Cogniard et Thédore Muret, au théâtre de la Porte-Saint Martin

## Décès
- 5 septembre : Auguste Duport, auteur dramatique français, né le 22 janvier 1777.
- 2 décembre : Casimir Delavigne